# 牟田和恵
牟田 和恵（むた かずえ、1956年12月20日 - ）は、日本の社会学者。学位は、博士（人間科学）。大阪大学大学院人間科学研究科名誉教授。歴史社会学とジェンダー論を専門として近代化とジェンダーポリティクスを扱い、近現代日本の女性や家族に関する言説を著す。

## 来歴
福岡県で生まれ、福岡県立筑紫丘高等学校（高27回）を卒業後、1983年に京都大学文学部社会学専攻を卒業して1987年に大学院博士課程を退学する。佐賀大学で教養部講師を経て1989年に助教授、1991年に甲南女子大学で文学部助教授を務める。ハーバード大学、コロンビア大学へ留学し、2001年に甲南女子大学で人間科学部教授、2003年に大阪大学大学院人間科学研究科助教授を経て2004年に教授を務める。
2007年、論文「ジェンダー家族を超えて：近現代の生／性の政治とフェミニズム」にて大阪大学より博士（人間科学）の学位を取得。
2009年5月21日に設立したウィメンズアクションネットワークで2010年まで初代理事長を務めた。
2022年に大阪大学を定年退官する。

## 主張
- 選択的夫婦別姓制度に賛同し、反対意見に対して「現実の不便や苦労を感じなくても良い人々が制度変革の足を引っ張るのはおかしい」「夫婦が同姓となったのはたかだか100余年にすぎない」[6]と述べる。

## 書籍

### 単著
- 『戦略としての家族：近代日本の国民国家形成と女性』（新曜社、1996年）ISBN 978-4-7885-0566-7
- 『実践するフェミニズム』（岩波書店、2001年）ISBN 978-4-00-023358-3
- 『ジェンダー家族を超えて：近現代の生 / 性の政治とフェミニズム』（新曜社、2006年）ISBN 978-4-7885-0982-5
- 『部長、その恋愛はセクハラです！』（集英社新書、2013年）ISBN 978-4-08-720696-8
- 『ここからセクハラ！：アウトがわからない男、もう我慢しない女』（集英社、2018年）ISBN　978-4-08-788005-2

### 共著
- （養父知美）『知っていますか？セクシュアル・ハラスメント 一問一答』（解放出版社、1999年） / 第2版（同、2004年） / 第3版（同、2008年）ISBN　978-4-7592-8274-0

### 編集
- 『ジェンダー・スタディーズ：女性学・男性学を学ぶ』（大阪大学出版会〈大阪大学新世紀レクチャー〉、2009年） / 改訂版（同、2015年）ISBN　978-4-87259-497-3
- 『家族を超える社会学：新たな生の基盤を求めて』（新曜社、2009年）ISBN　978-4-7885-1183-5

### 共編
- （伊藤公雄）『ジェンダーで学ぶ社会学』（世界思想社、 1998年） / 新版（同、2006年） / 全訂新版（同、2015年）ISBN　978-4-7907-1668-6
  - （伊藤公雄・丸山里美）『ジェンダーで学ぶ社会学』第4版（世界思想社、2025年）ISBN　978-4-7907-1796-6

### 共著
- 『セクシュアル・ハラスメントのない世界へ - 理解対策解決』大谷恭子, 樹村みのり, 池上花英 共著（有斐閣、2000年）ISBN 978-4-641-19947-7
- 『叢書現代の経済・社会とジェンダー〈第3巻〉日本社会とジェンダー』笠間千浪, 川東英子, 藤目ゆき, 亀口まか, 丸山茂, 竹内敬子, 宋連玉, 館かおる, 三宅義子 編、竹内恵美子, 久場嬉子 監修（明石書店、2001年）
- 『女性たちで子を産み育てるということ：精子提供による家族づくり』岡野八代・丸山里美共著. （発行：白澤社・発売：現代書館、2021年）ISBN　978-4-7684-7987-2

### 訳書
- J・ブレイスウエイト（英語版）『企業犯罪：アメリカ製薬会社における企業犯罪のケース・スタディ』井上真理子監訳・牟田和恵訳（三一書房、1992年）ISBN 978-4-380-92215-2
- シーダ・スコッチポル『現代社会革命論：比較歴史社会学の理論と方法』牟田和恵監訳、中里英樹・大川清丈・田野大輔訳（岩波書店、2001年）ISBN 978-4-00-022716-2
- ドゥルシラ・コーネル『女たちの絆』岡野八代共訳（みすず書房、2005年）ISBN 978-4-622-07142-6
- エヴァ・フェダー・キテイ『愛の労働あるいは依存とケアの正義論』岡野八代共監訳（発行：白澤社・発売：現代書館、2010年） / 新装版（同、2023年）ISBN　978-4-7684-7996-4
- エヴァ・フェダー・キテイ『ケアの倫理からはじめる正義論：支えあう平等』岡野八代共編著・訳（白澤社、2011年）ISBN 978-4-7684-7940-7

## 関連文献
- 「【定年退職教授の履歴および主要業績】 牟田和恵教授」第48巻、大阪大学大学院人間科学研究科、2022年、hdl:11094/86873。